# Paul André (homme politique)
Pour les articles homonymes, voir Paul André et André (patronyme).
Paul André, né le 23 février 1837 à Paris et mort le 3 décembre 1896 à Cery (commune de Prilly), est une personnalité politique suisse, membre du parti radical-démocratique. Il est député du canton de Vaud au Conseil national de 1878 à 1881.

## Biographie
Paul André naît le 23 février 1837 à Paris. Protestant, originaire de Yens, il est le fils de Jean Frédéric André, agriculteur. Il épouse Marie Louise Veillon, qui meurt en 1872, puis Rose-Marie Hoffmann, qui meurt en 1875. En troisièmes noces, il épouse Françoise Marie Wegmann.
Capitaine de cavalerie dans l'armée suisse, il est en outre président de la Société de Belles-Lettres de 1857 à 1858, Zofingien de 1857 à 1860 et Helvétien d'honneur dès 1871.

### Carrière de juriste
Il obtient une licence en droit à l'Université de Lausanne en 1863. Avocat dès 1865, puis juge d'instruction entre 1867 et 1868, il est professeur extraordinaire de droit pénal de 1871 à 1872. De 1881 à 1890, Paul André dirige une exploitation en Touraine et, à son retour à Lausanne, devient substitut du procureur général (de 1891 à 1896).

### Carrière politique
Il est député radical au Grand Conseil vaudois de 1870 à 1881 et conseiller national de 1878 à 1881, ainsi que conseiller municipal de Lausanne (exécutif) de 1874 à 1878 et conseiller communal de Lausanne (législatif) de 1878 à 1881).